# Donneil Moukanza
Donneil Moukanza (* 27. února 1991, Paříž) je francouzský fotbalový záložník s konžskými kořeny, který je v současnosti hráčem FC Zbrojovka Brno.
Jeho fotbalovým vzorem je krajan Nicolas Anelka, oblíbeným týmem FC Barcelona.

## Rodina
Otec pochází z Brazzaville, hlavního města Republiky Kongo, matka z Paříže. Donneil Moukanza má 4 mladší sestry.

## Klubová kariéra
Rodák z Paříže Moukanza začínal s fotbalem na ulicích rodného města, později v týmu AS Pierefitte ze severu Paříže. Pak prošel francouzskými kluby z nižších soutěží SAS Epinal, US Ivry, Aubervilliers, Paris FC a ASOA Valence. Byl i v AS Nancy a portugalském CF Os Belenenses.

### FC Zbrojovka Brno
V červenci 2014 se přes manažera Omara Akkala dostal do České republiky, společně s krajany Florianem Millou a Florianem Thalamy byl na testech v FK Mladá Boleslav. Zatímco Milla a Thalamy v Boleslavi zůstali, Moukanza zamířil do Zbrojovky Brno, kde hrál za juniorku a farmu v Líšni.
V 1. české lize debutoval za Brno 29. srpna 2014 proti FK Teplice (remíza 1:1). První trefu v Synot lize si schoval na 22. listopad 2014 do utkání proti 1. FK Příbram, kde vstřelil vítězný gól na konečných 1:0 pro Brno.